# Дачне (станція, Одеська залізниця)
Да́чне (до 1909 року — Гнилякове) — проміжна залізнична станція Одеської дирекції Одеської залізниці на лінії Роздільна I — Одеса-Застава I між станціями Вигода (12 км) та Усатове (9 км).
Розташована в селі Дачне Одеського району Одеської області.

## Історія
Станція відкрита 1865 року при будівництві залізниці Балта — Одеса-Головна під назвою Гнилякове. У 1909 році отримало сучасну назву — Дачне.
1973 року станцію електрифіковано в складі ділянки Одеса-Застава I — Дачне. До 1973 року станція була кінцевою для всіх електропоїздів, що курсували з Одеси.

## Пасажирське сполучення
Від/до станції Дачне прямують приміські електропоїзди до станцій Одеса-Головна, Балта, Вапнярка, Мигаєве та Роздільна I.